# Aegithalos caudatus
Il codibùgnolo (Aegithalos caudatus (Linnaeus, 1758)) è un uccello passeriforme della famiglia Aegithalidae.

## Etimologia
Il nome scientifico della specie, caudatus, deriva dal latino e significa "munito di coda", in riferimento alla lunga coda.

## Descrizione

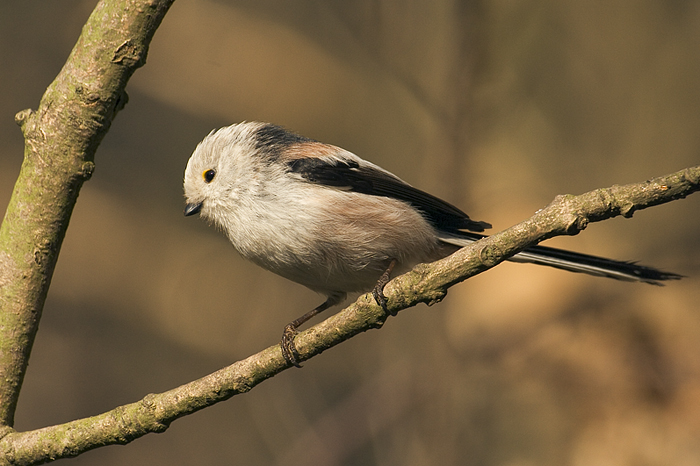
Esemplare in natura.

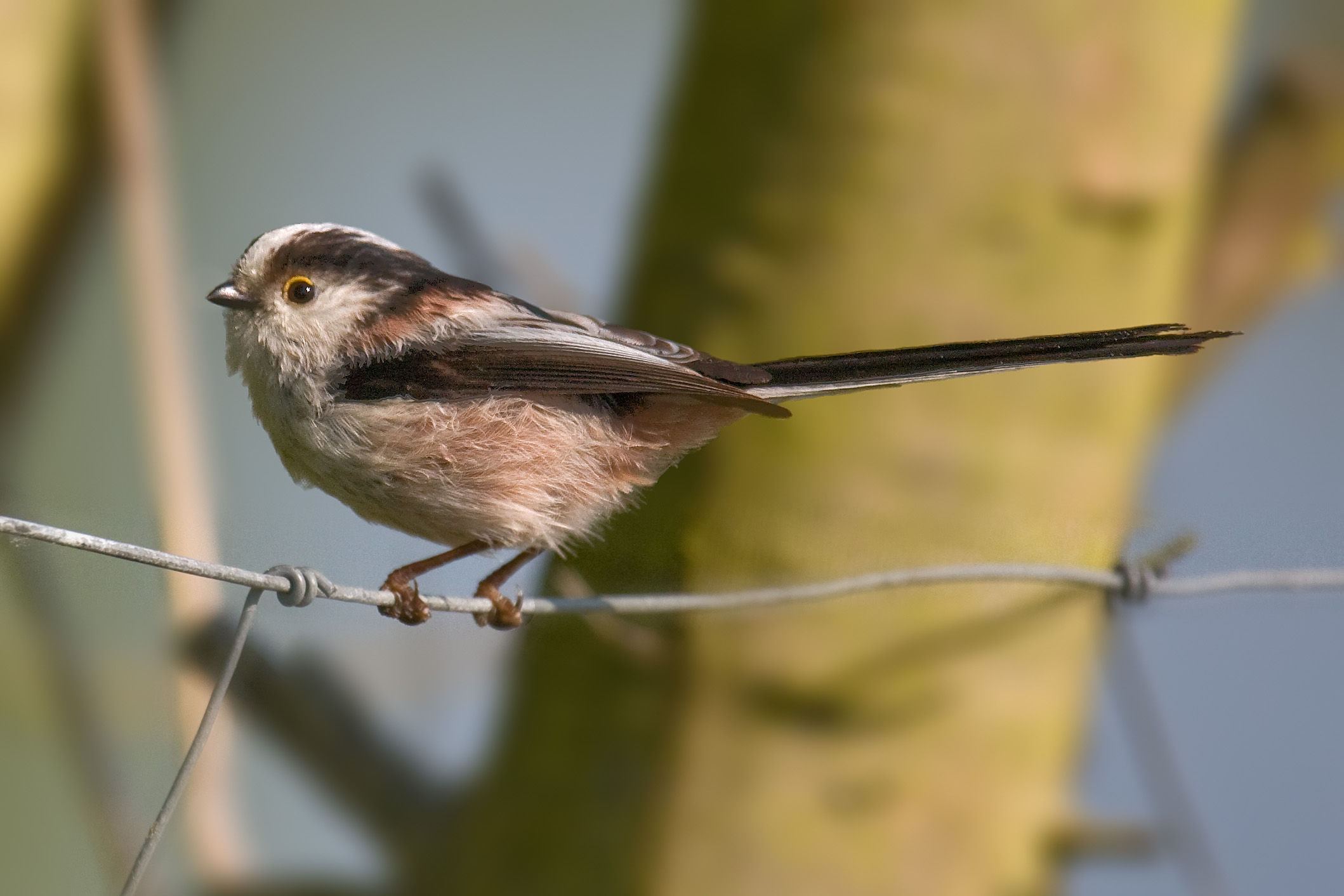
Esemplare in Germania.

### Dimensioni
Misura 13–16 cm di lunghezza (dei quali 6-10 spettano alla coda), per 6,2-10,4 g di peso.

### Aspetto
Si tratta di uccelletti dall'aspetto paffuto e arrotondato, muniti di grossa testa arrotondata con corto becco conico dalla mandibola superiore lievemente ricurva verso il basso, ali corte ma appuntite e coda lunga quasi quanto il corpo e dall'estremità cuneiforme.
Il piumaggio è biancastro su testa e petto, mentre il dorso e le ali sono bruni (queste ultime presentano però remiganti nere con base bianca), la coda è nera con le penne ai due lati bianche ed i fianchi sono rosati o rossicci: è presente una variabilità piuttosto ampia fra le varie popolazioni, con alcune (in particolar modo quelle più settentrionali) quasi completamente bianche su testa e area ventrale, altre che presentano calotta o sopraccigli neri più o meno marcati ed altre ancora che mostrano varie tonalità di grigio su ventre e fianchi.

Il dimorfismo sessuale è trascurabile, coi due sessi simili.
Il becco è nerastro, le zampe sono di colore carnicino-bruno e gli occhi sono di colore bruno scuro.

## Biologia

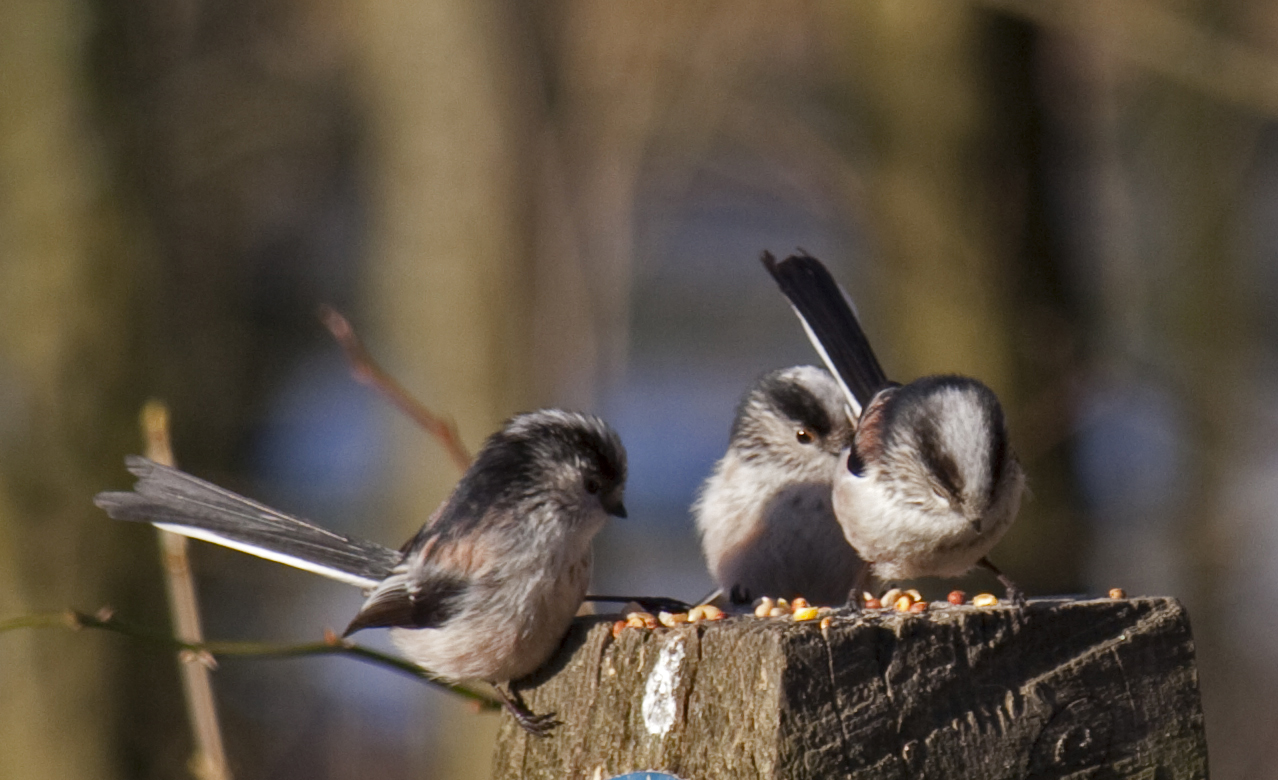
Tre esemplari si cibano di granaglie nei pressi di West Bromwich.

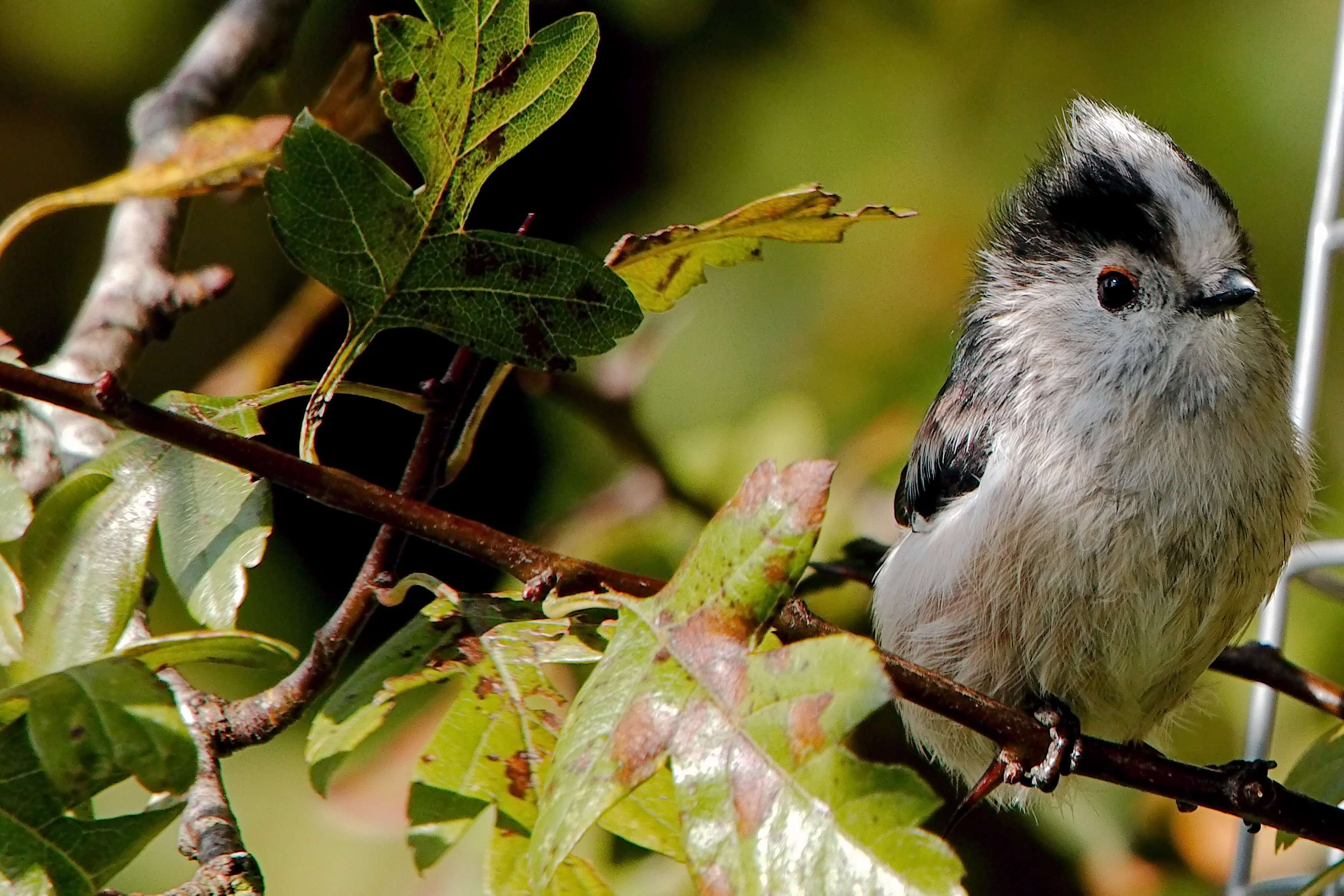
Esemplare in attenzione (notare le penne del vertice erette) nell'Hertfordshire.

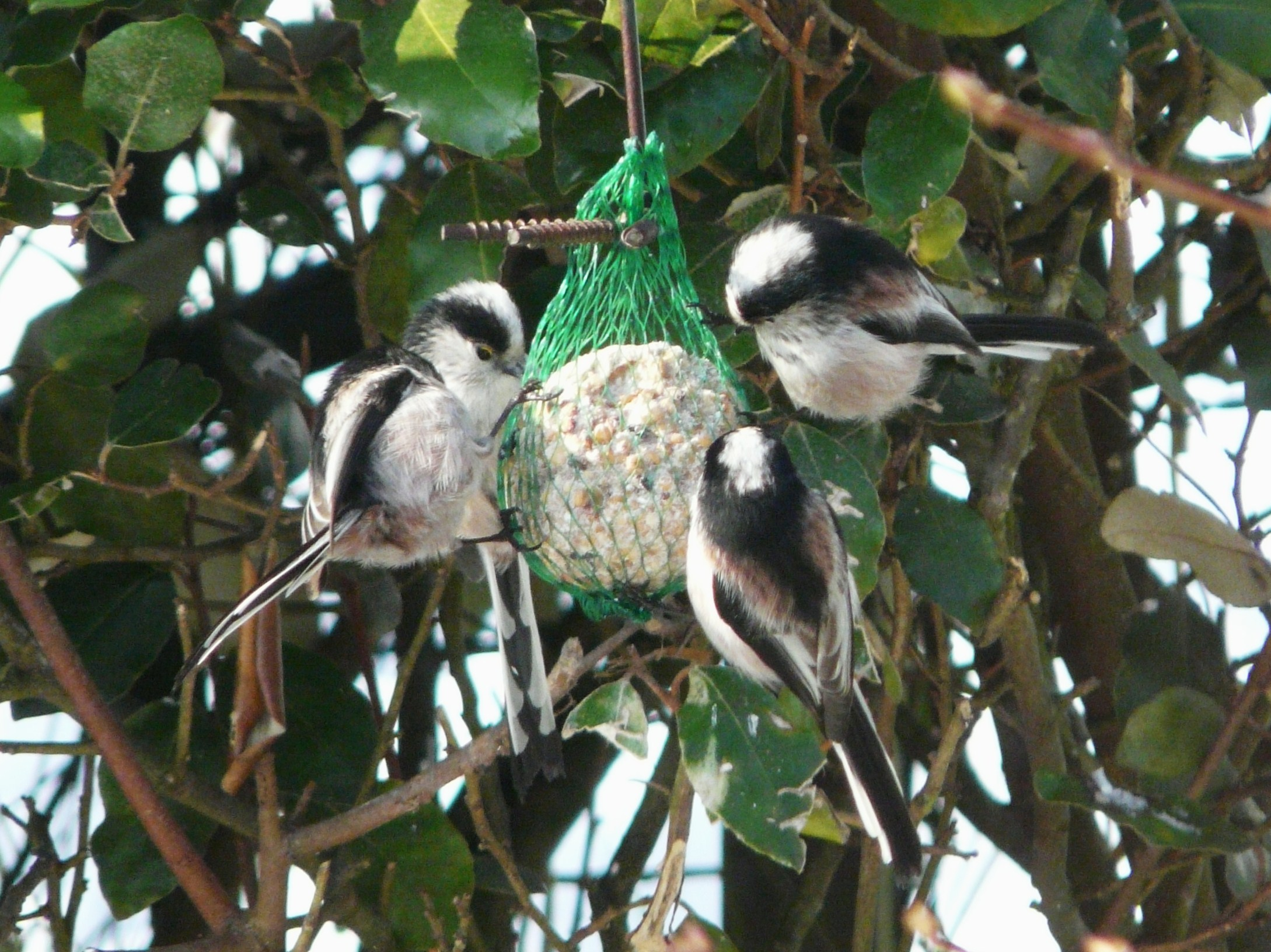
Esemplari si cibano da mangiatoia a Périgueux.

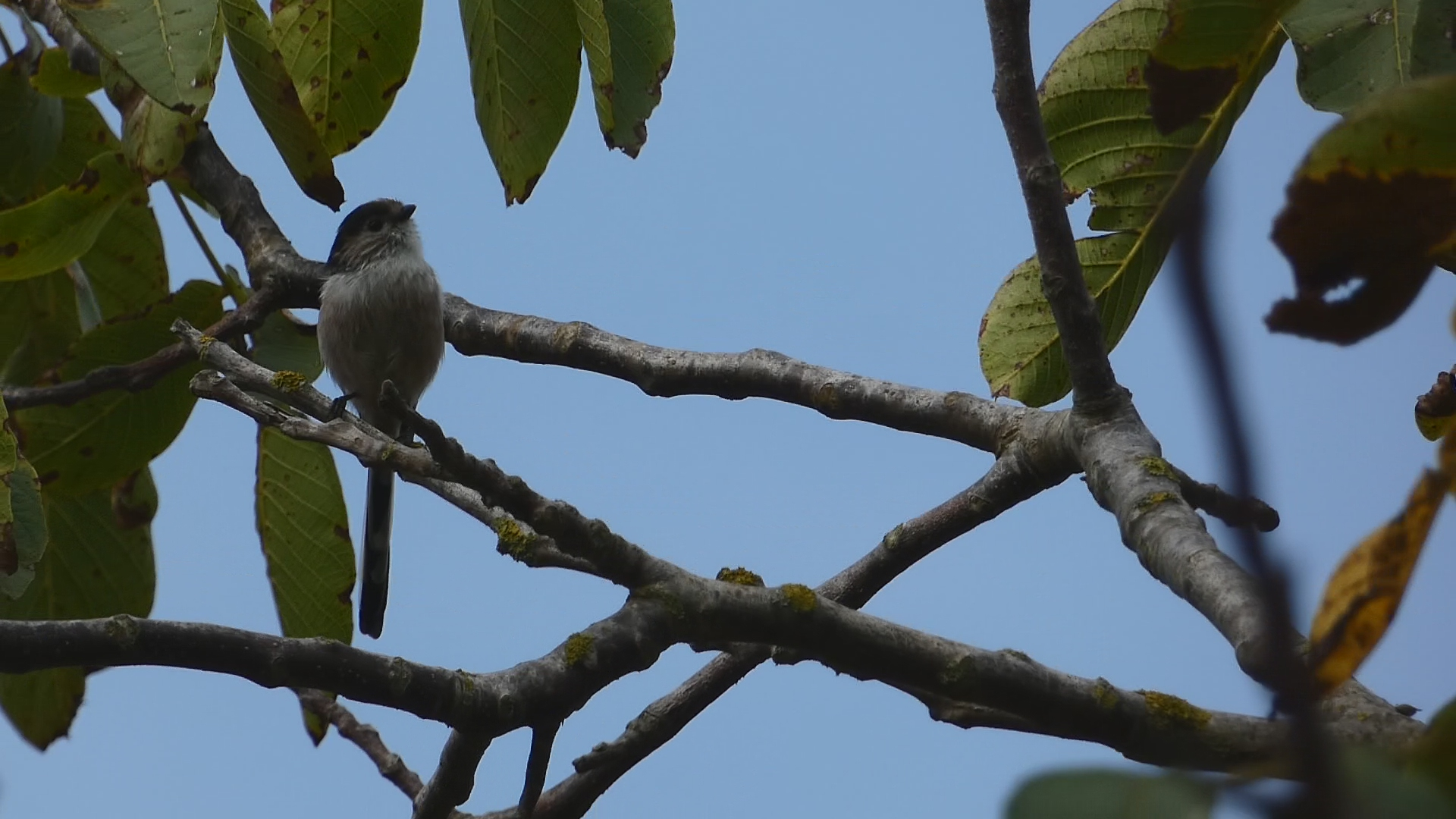
Esemplare su un noce in Puglia.

Si tratta di uccelletti molto allegri e vivaci, che all'infuori della stagione riproduttiva (quando le coppie tendono a isolarsi e a mostrare territorialità più spiccata) vivono in gruppetti di 6-30 individui, generalmente costituiti da una coppia riproduttrice e dai giovani delle covate precedenti, oltre che da altri esemplari solitari (specialmente femmine, che mostrano maggiore tendenza dei maschi a spostarsi lontano dal proprio territorio di nascita): non di rado, questi uccelli si aggregano a stormi misti con altre specie affini, come le cince.

Principalmente diurni, i codibugnoli si muovono per la maggior parte della giornata fra i rami di cespugli e alberi alla ricerca di cibo, cercando poi sul far della sera un riparo dalle intemperie e da eventuali predatori nel folto della vegetazione arborea.
I codibugnoli sono uccelli molto vocali, che durante i loro spostamenti si tengono in contatto vocale quasi costante: il loro richiamo è un srih-srih-srih sibilante alto e trisillabico, che diviene più sonoro e veloce quando un esemplare si trova isolato o si trova a percorrere tratti di terreno aperti.

### Alimentazione
La dieta del codibugnolo è essenzialmente insettivora: questi uccelli si nutrono in prevalenza di piccoli insetti e artropodi, privilegiando le piccole falene (di cui mangiano anche le uova e i bruchi: il cibo viene reperito principalmente ispezionando rami, foglie e tronchi, mentre è più raro che i codibugnoli caccino le loro prede al volo.

Soprattutto durante l'autunno e l'inverno, questi uccelli possono nutrirsi anche di semi e granaglie, bacche, frutti (cachi, olive), germogli e foglioline tenere.

### Riproduzione
La stagione riproduttiva va dalla fine di marzo (con alcune nidiate portate avanti già da febbraio in caso di inverno particolarmente mite) a giugno: si tratta di uccelli monogami, nei quali le coppie collaborano nelle varie tappe dell'evento riproduttivo, sebbene sia la femmina a fare il grosso del lavoro.

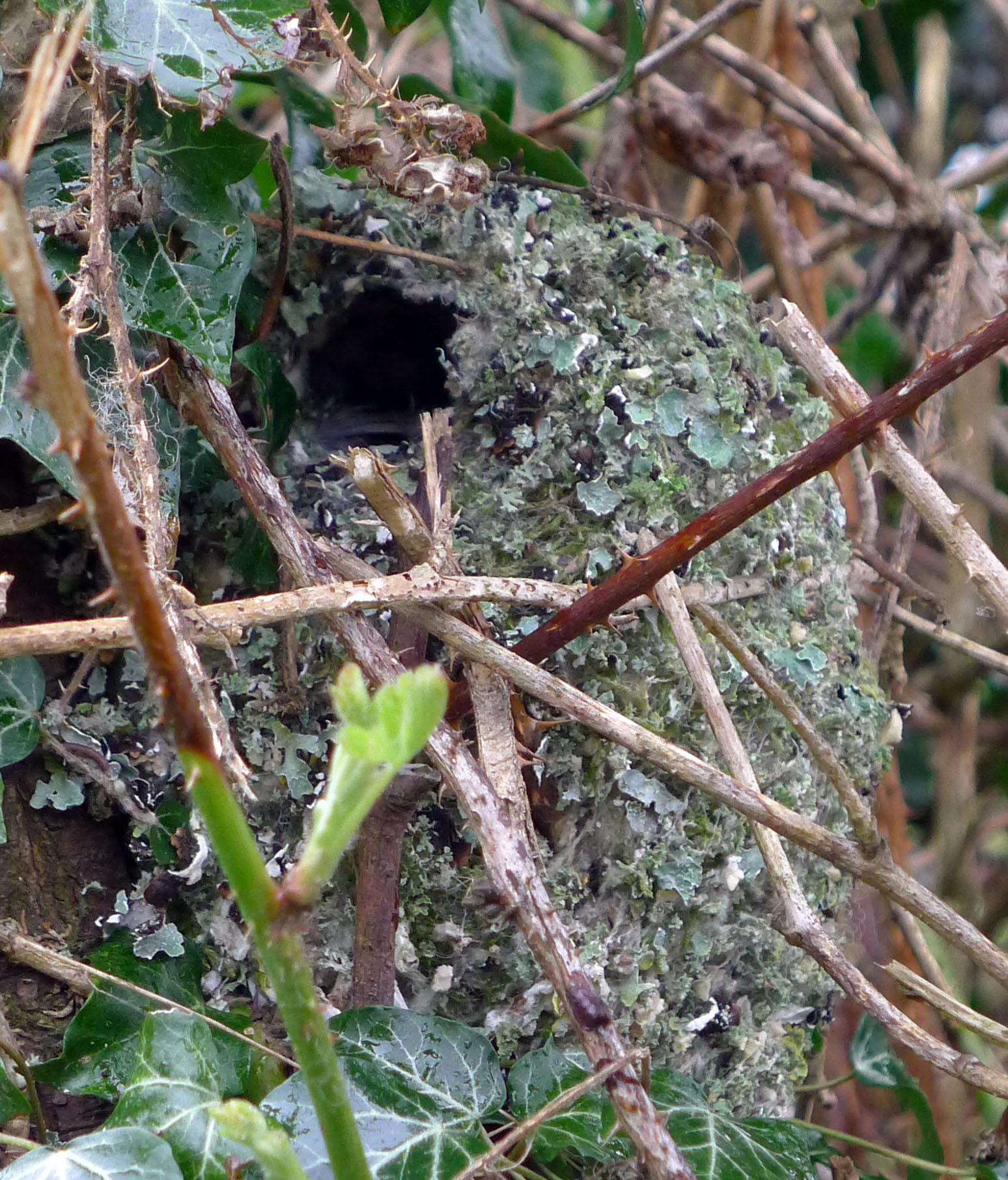
Nido.

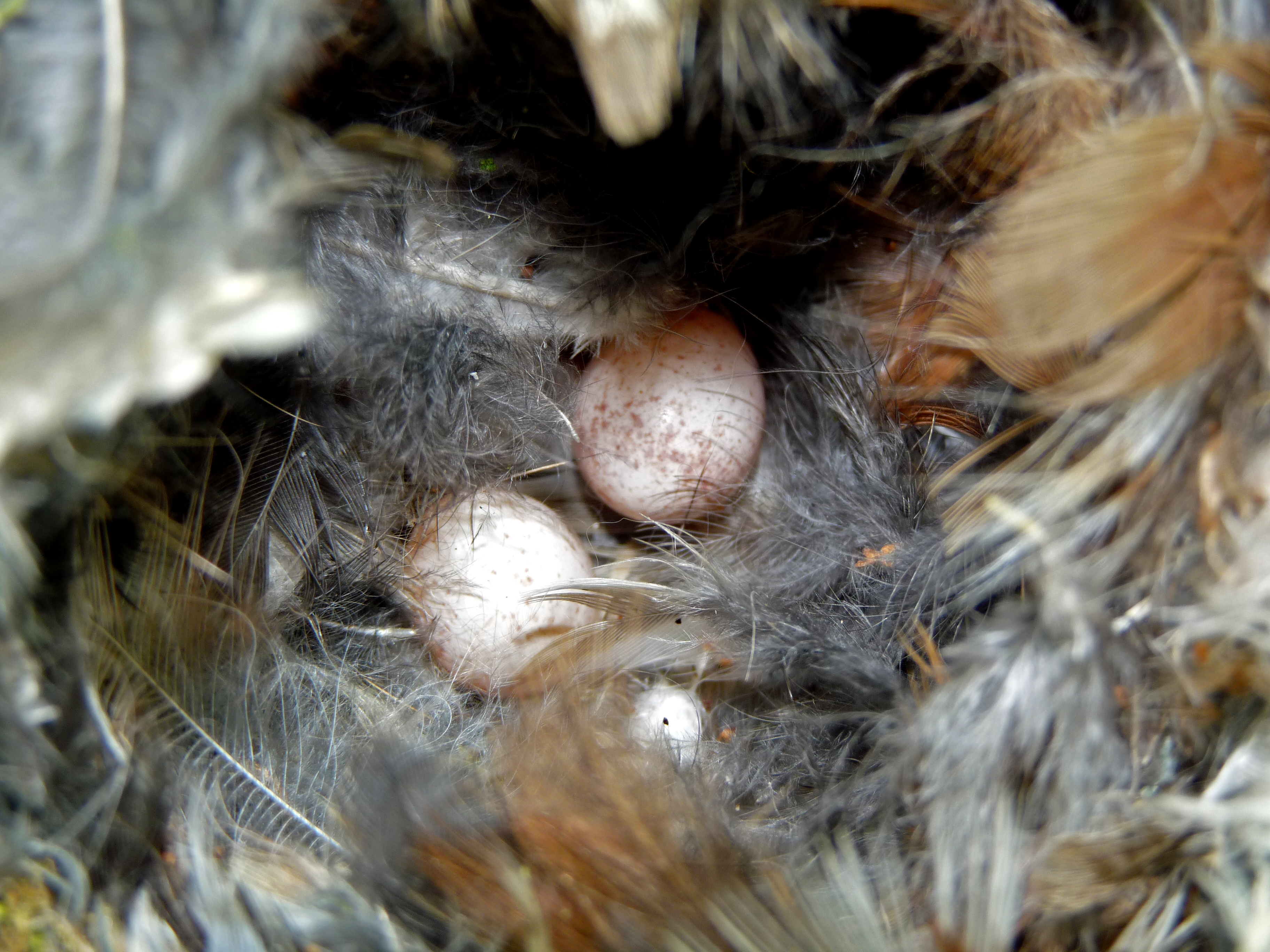
Interno di nido con uova.

Il nido, dalla forma di sacco con apertura posta superiormente, viene costruito principalmente su un cespuglio di sambuco, nocciolo o fra i rovi, a meno di tre metri dal suolo, utilizzando per lo scopo licheni (fino a 6000 pezzetti) tenuti assieme con ragnatele: la camera di cova interna viene foderata con piumino (fino a 2000 piume), e al suo interno la femmina depone un numero insolitamente grande di uova (6-12) di colore bianco-rosato con punteggiatura di color arancio-ruggine.

La cova dura circa due settimane, al termine delle quali schiudono pulli ciechi e implumi: i nidiacei vengono imbeccati dai genitori, ai quali si aggiungono altri individui (generalmente imparentati col padre della prole) che non hanno trovato un partner o ai quali la covata è fallita (caso quest'ultimo non infrequente, visto che solo il 17% delle coppie riesce a portare avanti con successo una covata nell'arco di una stagione riproduttiva). Gli adulti aiuteranno altre coppie nella nidificazione solo se la propria nidiata va perduta tardivamente (dopo l'inizio di maggio), mentre in caso contrario la coppia cerca generalmente di portare avanti una seconda covata.
Il motivo di questo aiuto è molteplice: gli aiutanti possono indirettamente beneficiare dell'aiuto dato a dei parenti al fine di portare (almeno parzialmente) avanti il proprio genoma, oltre a poter avere accesso a nuovi territori e nuovi potenziali compagni e, fattore non trascurabile, a fare esperienza in vista di eventuali nidiate future.
I pulli vengono imbeccati e accuditi da ambedue i genitori, oltre che dagli eventuali aiutanti: in tal modo, essi sono in grado d'involarsi attorno ai venti giorni di vita. Dopo l'involo, i giovani (riconoscibili per la colorazione meno nitida e per i cerchi perioculari glabri giallini o rossicci, che scompaiono con la maturità) continuano a essere imbeccati, anche se sempre più sporadicamente, ancora per circa tre settimane: in genere essi (soprattutto i maschi) rimangono ancora per mesi nel territorio natio, disperdendosi solo dopo la stagione riproduttiva successiva.

## Distribuzione e habitat

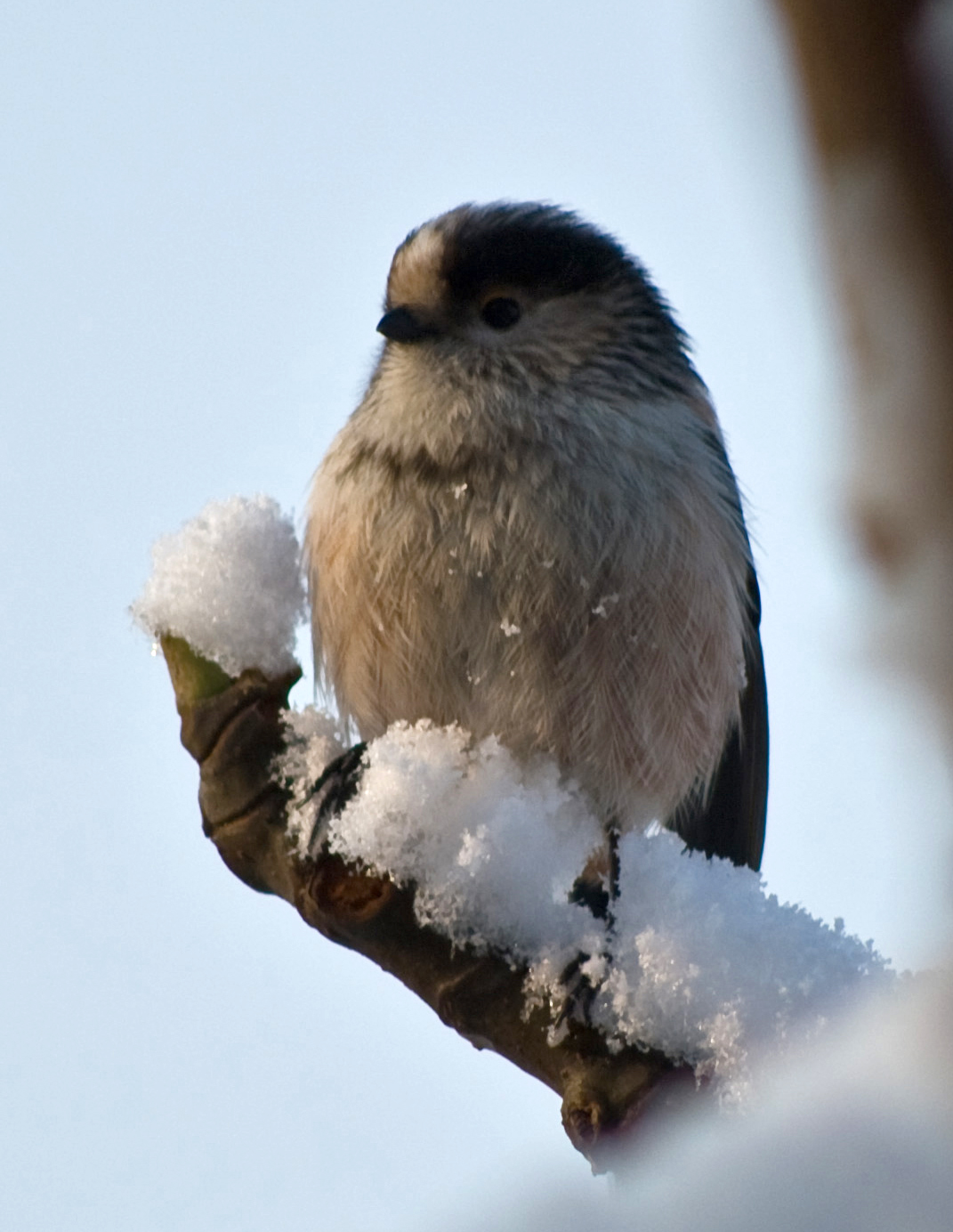
Esemplare a Bussero.

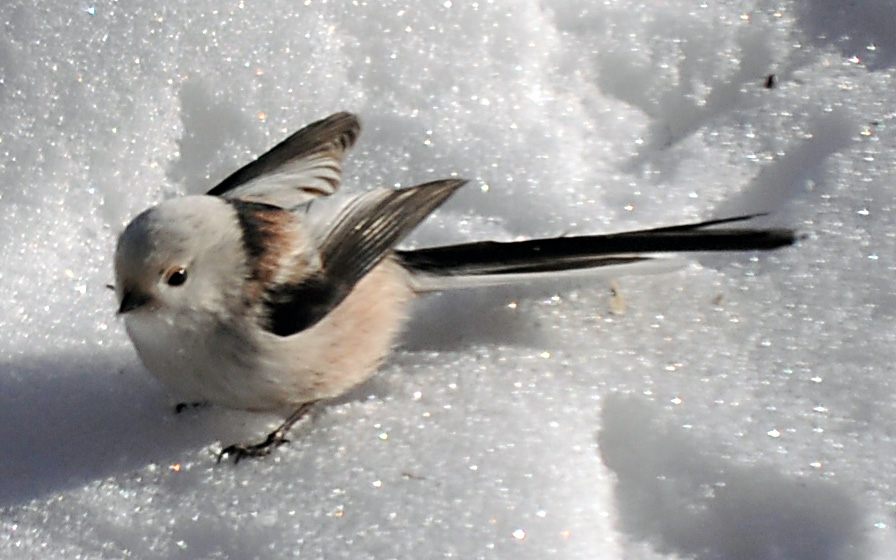
Esemplare nella neve in Svezia.

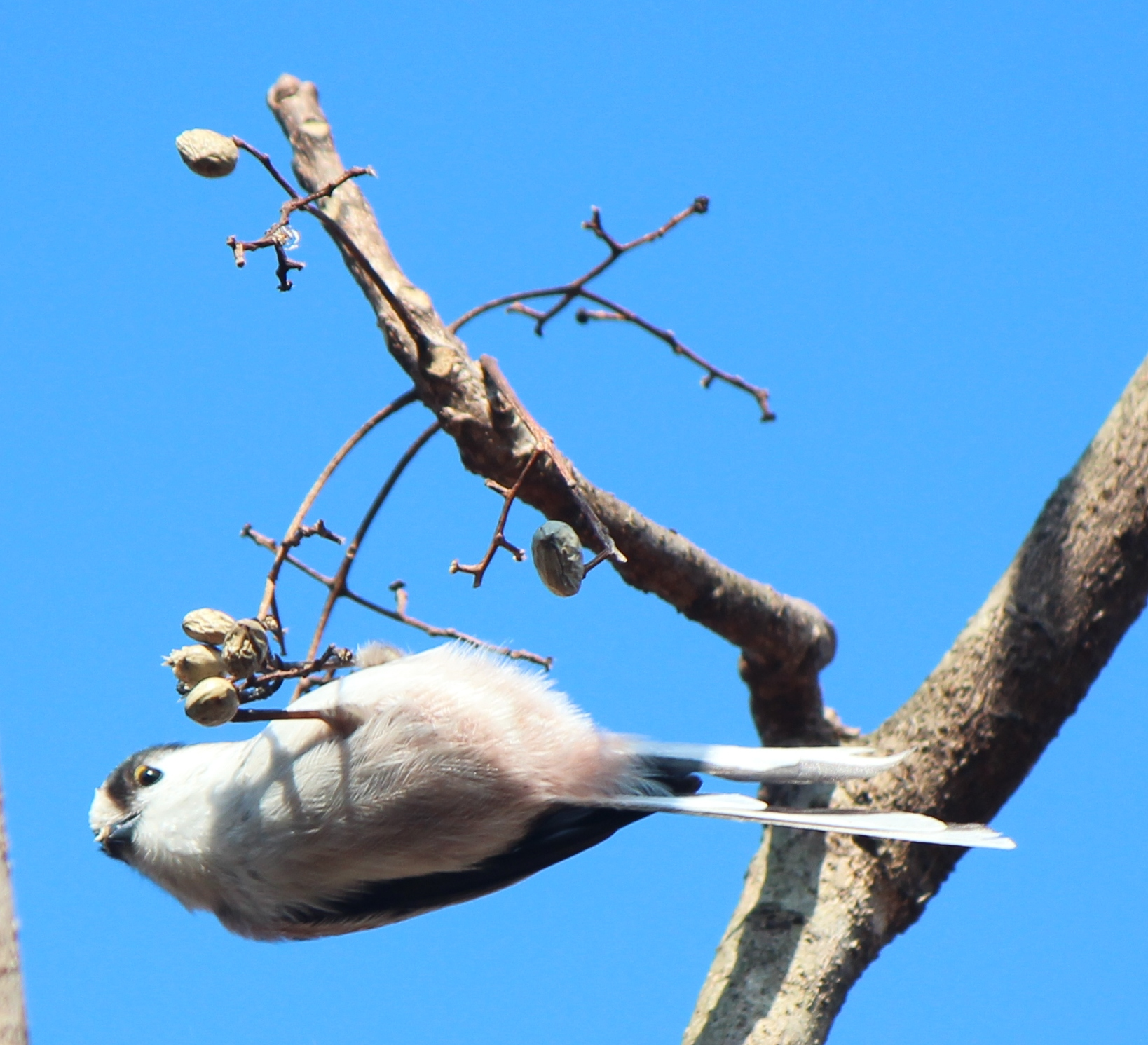
Esemplare si nutre in Giappone.

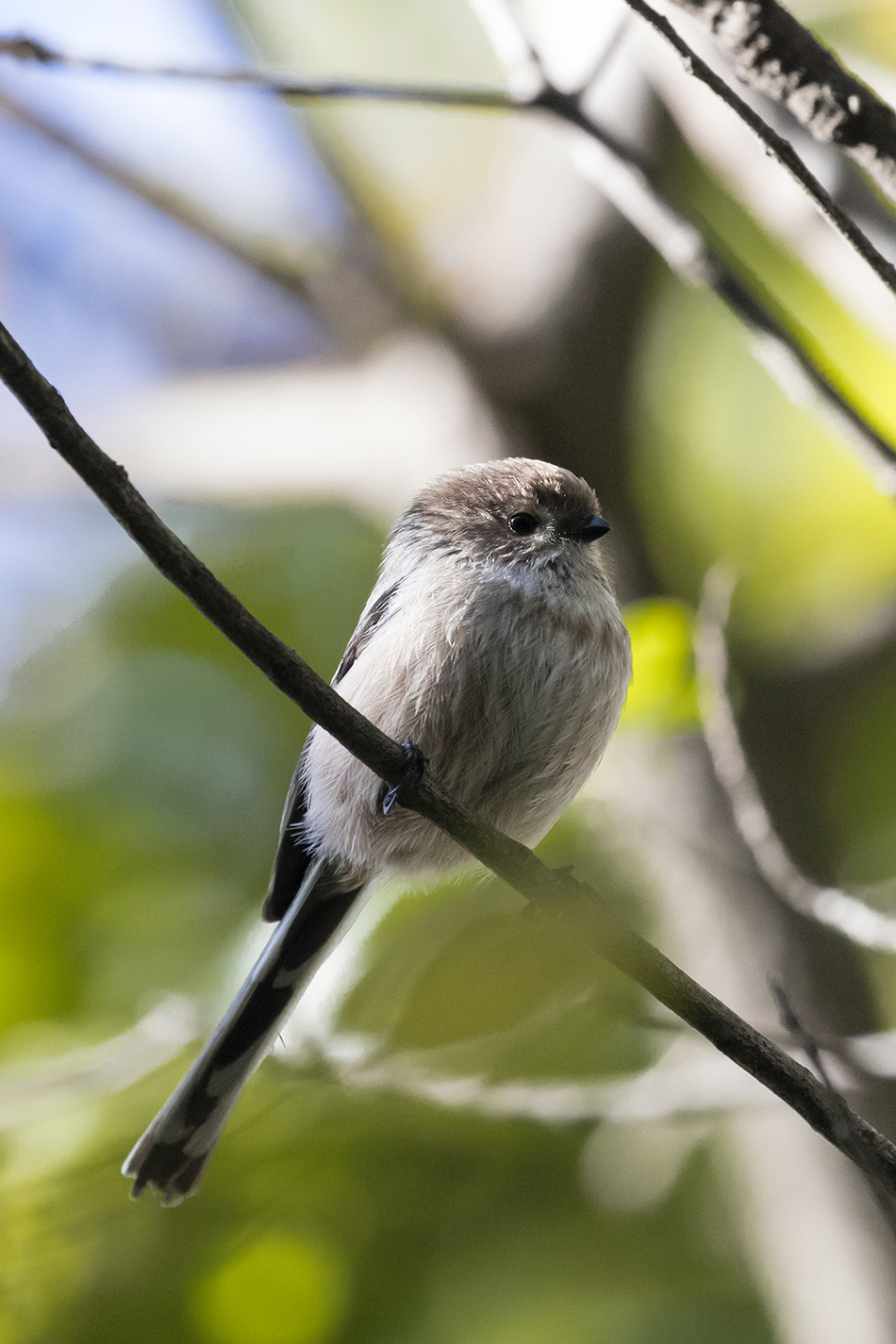
codibugnolo ssp siculus

Il codibugnolo occupa un ampio areale paleartico, che comprende una grande parte dell'Eurasia temperata abbracciando tutta l'Europa continentale (isole britanniche incluse, mentre manca dalle aree interne della Fennoscandia), le aree costiere della penisola anatolica, la Crimea, il Caucaso, la Siberia, la Manciuria, la Kamčatka, le isole giapponesi e la Corea.

In Italia, la specie è presente su tutto il territorio con tre sottospecie (quattro considerando l'intera regione geografica italiana), mancando dalla Sardegna, dal Salento e dalla Sicilia centrale e meridionale.
Le popolazioni del nord possono migrare più a sud durante i mesi freddi, ma in generale questo uccello è stanziale.
L'habitat del codibugnolo è rappresentato dalle aree boschive con presenza per le aree di crescita secondaria o comunque di quelle con folto sottobosco cespuglioso: durante i mesi estivi, anche in virtù delle abitudini riproduttive, questi uccelli prediligono la macchia mediterranea e le aree cespugliose con presenza di alberi isolati, mentre durante l'inverno si spostano nelle foreste decidue a maggioranza di querce, salici, aceri e frassini. Il codibugnolo si dimostra particolarmente tollerante alla presenza umana, colonizzando senza problemi anche le aree coltivate, le piantagioni, i frutteti e parchi e giardini delle aree suburbane e periferiche.

## Sistematica

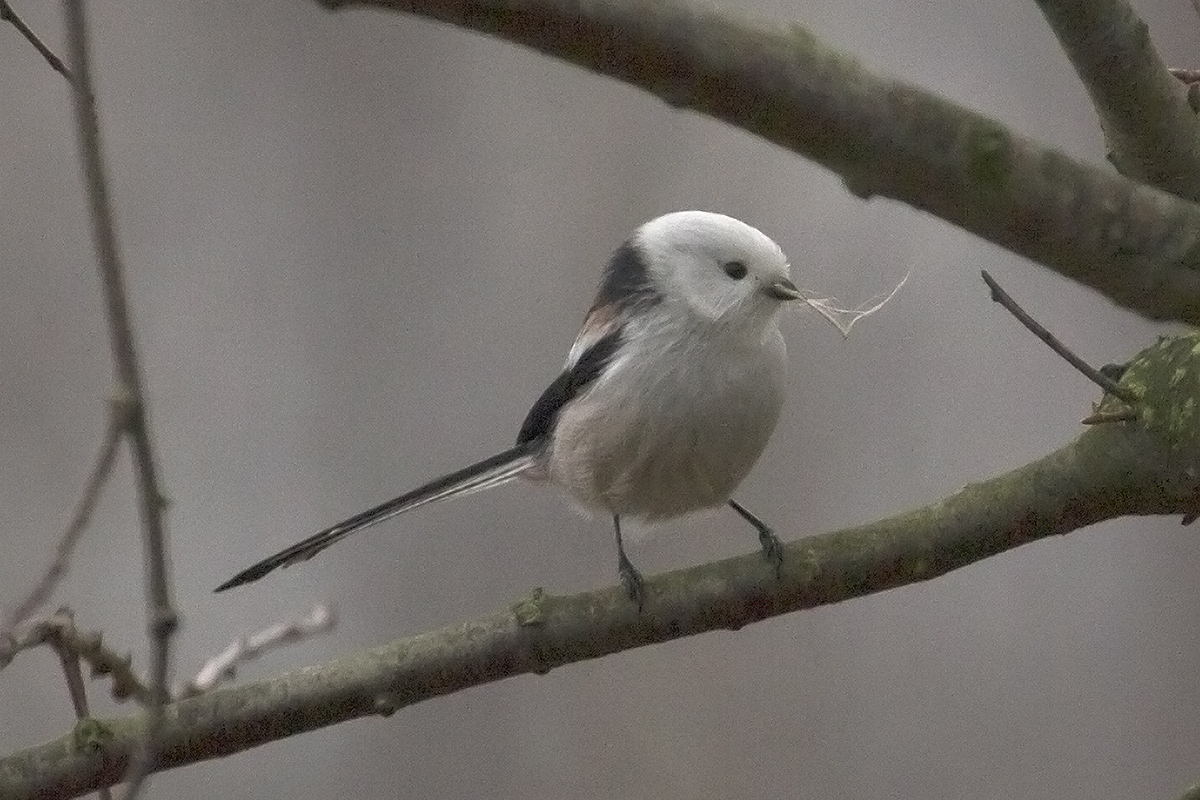
Esemplare della sottospecie nominale a Łódź.

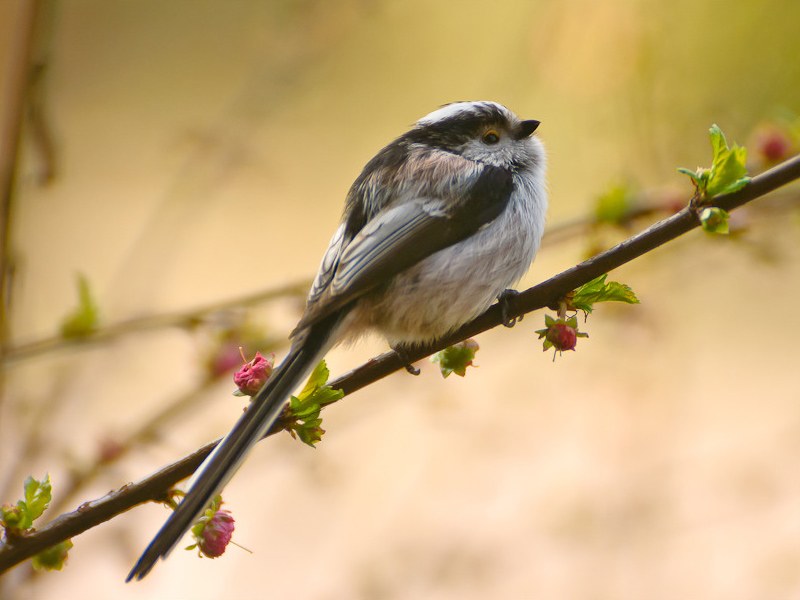
Esemplare della sottospecie europaeus a Eindhoven.

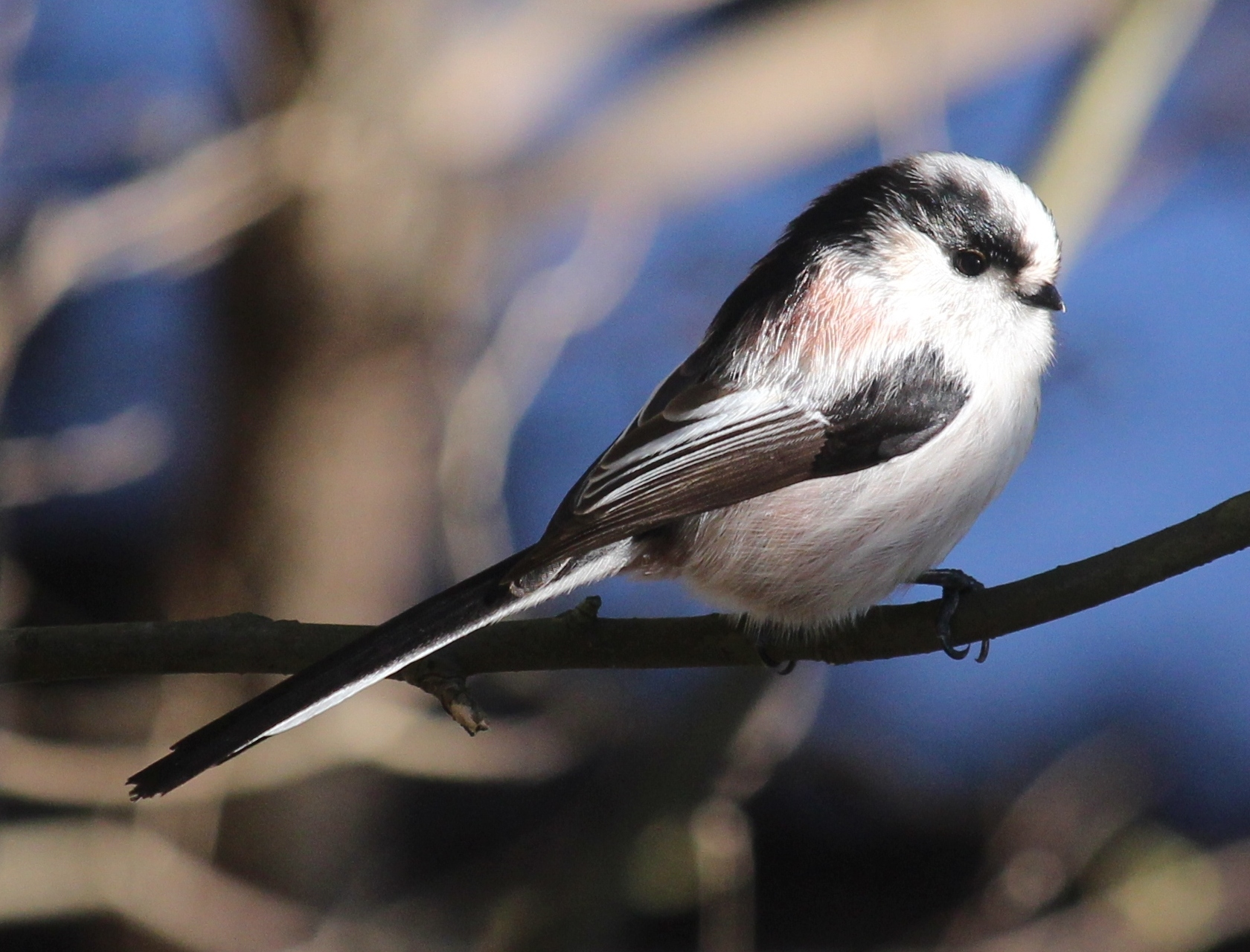
Esemplare della sottospecie trivirgatus nella prefettura di Gifu.

Se ne riconoscono diciassette sottospecie:
- Aegithalos caudatus caudatus (Linnaeus, 1758) - la sottospecie nominale, ampiamente diffusa in Eurasia;
- Aegithalos caudatus rosaceus Mathews, 1938 - endemica della Gran Bretagna;
- Aegithalos caudatus europaeus (Hermann, 1804) - diffusa dalla Francia nord-orientale e dalla Germania sino all'arco alpino e alla Turchia;
- Aegithalos caudatus aremoricus Whistler, 1929 - con areale ristretto alla Francia occidentale;
- Aegithalos caudatus taiti Ingram, 1913 - presente in Spagna, Portogallo e nella Francia meridionale;
- Aegithalos caudatus irbii (Sharpe & Dresser, 1871) - diffusa in Spagna, Portogallo e Corsica;
- Aegithalos caudatus italiae Jourdain, 1910 - presente in Italia centrale e meridionale e in Slovenia;
- Aegithalos caudatus siculus (Whitaker, 1901) - endemica della Sicilia;
- Aegithalos caudatus macedonicus (Dresser, 1892) - diffusa in Albania, Grecia, Bulgaria e Turchia nord-occidentale;
- Aegithalos caudatus tephronotus (Gunther, 1865) - diffusa dalla Grecia e dalla Turchia sino alla Siria e all'Iraq settentrionale;
- Aegithalos caudatus tauricus (Menzbier, 1903) - endemica della Crimea;
- Aegithalos caudatus major (Radde, 1884) - diffusa in Turchia e nel Caucaso;
- Aegithalos caudatus alpinus (Hablizl, 1783) - presente in Azerbaigian, Iran e Turkmenistan;
- Aegithalos caudatus passekii (Zarudny, 1904) - diffusa in Turchia sud-orientale e Iran sud-occidentale;
- Aegithalos caudatus trivirgatus (Temminck & Schlegel, 1848) - endemica del Giappone;
- Aegithalos caudatus kiusiuensis Kuroda, 1923 - endemica del Giappone meridionale;
- Aegithalos caudatus magnus (Clark, 1907) - presente in Corea e a Tsushima;

Alcuni autori proporrebbero inoltre le sottospecie sibiricus della Siberia centrale, kamtschaticus dell'estremo oriente russo, japonicus di Hokkaidō (sinonimizzate con la nominale), pallidolumbo di Shikoku e tarihoae di Cheju (sinonimizzate con trivirgatus).

In passato, anche il codibugnolo golagrigia (e relative sottospecie) veniva considerato una sottospecie di quello comune, col nome di A. caudatus glaucogularis: le differenze di colorazione, oltre all'areale disgiunto ed all'assenza d'ibridazione fra le due popolazioni hanno fatto propendere la comunità scientifica per l'elevazione di questi uccelli al rango di specie a sé stante.
Nonostante le differenze di colorazione del piumaggio anche consistenti, le vocalizzazioni delle varie sottospecie sono praticamente identiche in tutto l'areale. Le sottospecie possono essere suddivise in quattro cladi:
- un clade "caudatus" settentrionale, composto dalle sottospecie japonicus e sibiricus, oltre alla nominale, caratterizzato da testa bianca e fianchi rosati;
- un clade "alpinus", diffuso dai Balcani all'Asia centrale, comprendente le sottospecie alpinus, irbii, italiae, major, passekii, siculus e tephronotus, caratterizzato da sopraccigli neri, bruno sulla testa e grigio sui fianchi;
- un clade "europaeus" in Europa occidentale e meridionale, composto dalle sottospecie europaeus, aremoricus, macedonicus, rosaceus, taiti e tauricus e caratterizzato da sopraccigli neri e fianchi rosati;
- un clade "trivirgatus" dell'Estremo Oriente, composto dalle sottospecie trivirgatus, kiusiuensis e magnus, caratterizzato anch'esso da sopraccigli neri e fianchi rosati;

Gli ultimi due cladi, seppur simili morfologicamente, verosimilmente si sono originati separatamente, in virtù della grande distanza geografica, che si meticciano molto frequentemente nelle aree in cui l'areale delle varie sottospecie si sovrappone.